# Edmond Keosajan
Edmond Keosajan, arménsky Էդմոնդ Քյոսայան, (9. října 1936, Gjumri - 21. dubna 1994, Moskva) byl sovětský filmový režisér a scenárista arménského původu.

## Životopis
Studoval na moskevském ekonomickém institutu (1954-1956) a na jerevanském divadelním institutu (1956-1958). V roce 1964 dokončil studia na fakultě režie VGIK. Od roku 1964 pracoval jako režisér Mosfilm Studio. Příležitostně byl angažován pro Armenfilm Studio. Byl také moderátorem Sovětského státního varietního orchestru. Jeho filmy jsou hlavně v arménském a ruském jazyce.
Jeho syn je režisér a spisovatel Tigran Keosajan.

## Filmová režie
1. 1962 — Лестница
2. 1963 — Три часа дороги
3. 1964 — Где ты теперь, Максим?
4. 1965 — Стряпуха
5. 1966 — Неуловимые мстители
6. 1968 — Новые приключения неуловимых (Nová dobrodružství nepolapitelných)
7. 1971 — Корона Российской империи, или Снова неуловимые
8. 1973 — Мужчины
9. 1974 — Ущелье покинутых сказок
10. 1975 — Когда наступает сентябрь
11. 1977 — Звезда надежды
12. 1979 — Легенда о скоморохе
13. 1982 — Где-то плачет иволга
14. 1988 — Вознесение